# Droga wojewódzka nr 734
Droga wojewódzka nr 734 (DW734) – droga wojewódzka w województwie mazowieckim łącząca Baniochę z drogą wojewódzką nr 801 we wsi Wygoda. Nieciągłość drogi na Wiśle powoduje, że nie ma możliwości przejechania całej drogi. 
Najbliższe mosty na Wiśle znajdują się:
- na północ – w Warszawie, Most Anny Jagiellonki w Warszawie (droga ekspresowa S2)
- na południe – w Górze Kalwarii (droga krajowa nr 50).

Miejscowości leżące przy trasie DW734:
- Baniocha (DK79)
- Łubna
- Kawęczyn (DW724)
- Turowice
- Dębówka
- Nadbrzeż
- Otwock Wielki
- Wygoda (DW801)